# Эйсик
Игорь Евгеньевич Аборин (сценическое имя: Игорь Воинов, род. 27 декабря 1979; Краснодар, РСФСР, СССР — 10 сентября 2023; Королёв, Россия), наиболее известный под сценическим псевдонимом Эйсик — российский рэп-исполнитель, поэт-песенник и битмейкер.
Дебютировал с песней «158-я» в эфире ночной программы «Фристайл» на «Нашем радио» 1 апреля 2003 года. Выпустил пять сольных альбомов: «Солнечное сплетение» (2005), «Город Солнца» (2007), «Высота» (2009), «Духовная пища» (2021) и «Гу Шу» (2023, посмертно). Отличительной чертой речитатива Эйсика являлось наличие диастемы (щели между верхними резцами). 10 сентября 2023 года умер в результате геморрагического инсульта.

## Биография

### Ранние годы
Родился 27 декабря 1979 года в Краснодаре.
С детства начал увлекаться спортом и интересоваться музыкой. В 1994 году участвовал в чемпионате России по кикбоксингу на любительском уровне. В 1994 году, будучи учеником 9-го класса, победил в турнире по английскому языку между школами и отправился на год в США в качестве студента по обмену по программе «Youth for understanding» (YFU). С 1994 по 1995 год проучился в школе Commodore Perry High School в штате Пенсильвания. Там же принял участие в профессиональных соревнованиях по кикбоксингу. В 1995 году в пятнадцатилетнем возрасте за его спортивные достижения ему дали прозвище «Ace» («Эйс»), что в переводе с английского означает «выдающийся спортсмен», «первый» либо «лучший в чём-то». Позднее друзья стали звать его «Эйсиком». После окончания школы ненадолго вернулся в Россию за новой визой. В 1996 году снова уехал в Питтсбург, где поступил в Thiel College (Гринвилл, Пенсильвания) на факультет Pre-law («Юриспруденция»). Поселился в общежитии, где его окружали афроамериканцы, с которыми он во время отдыха от учёбы исполнял фристайлы на английском языке. В 1998 году вернулся в Россию, поступил в КубГАУ на юриста и учился заочно по специальности «Уголовное право, криминология и уголовно-исполнительное право».

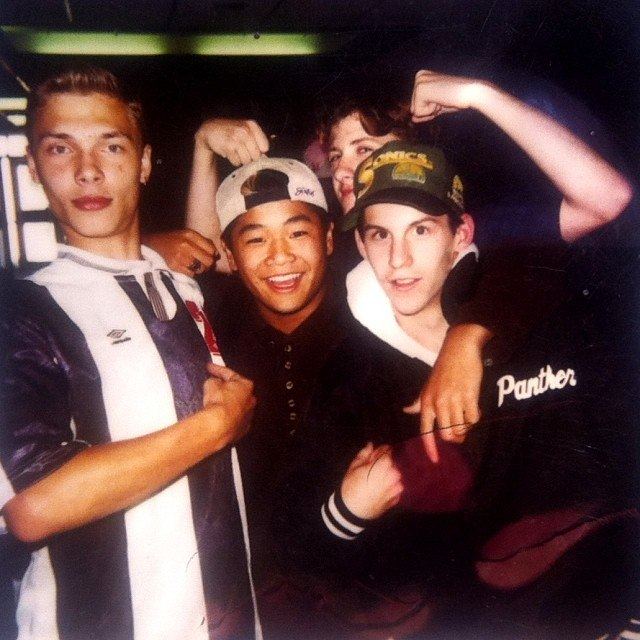
Эйсик в Пенсильвании, США (слева), 1995 год

### Творчество
В 2000 году Эйсик услышал альбом «Трёхмерные рифмы» ростовской рэп-группы «Каста», который ему очень понравился и ему захотелось сделать нечто подобное в Краснодаре. Таким образом на концерте в кинотеатре «Северный» он познакомился с местной рэп-группой MaryJane (образовавшейся 1 июня 2000 года). В 2000 году Эйсик начал писать первые тексты на русском языке. Первой композицией стал трек «Благодарность», записанный при участии группы MaryJane (в составе Пино и Сэта под музыку Олега «OG» Романовского) в 2001 году. Впервые Эйсик выступил с группой MaryJane в клубе «Команчеро» в ДК «Энергетик» в Ростове-на-Дону 4 мая 2001 года, где в то время регулярно выступала группа «Каста». В этот же день группа MaryJane записала свою часть трека «Юго-Восточная Европа». Отличительной чертой речитатива Эйсика являлось наличие у него диастемы (щели между верхними резцами).

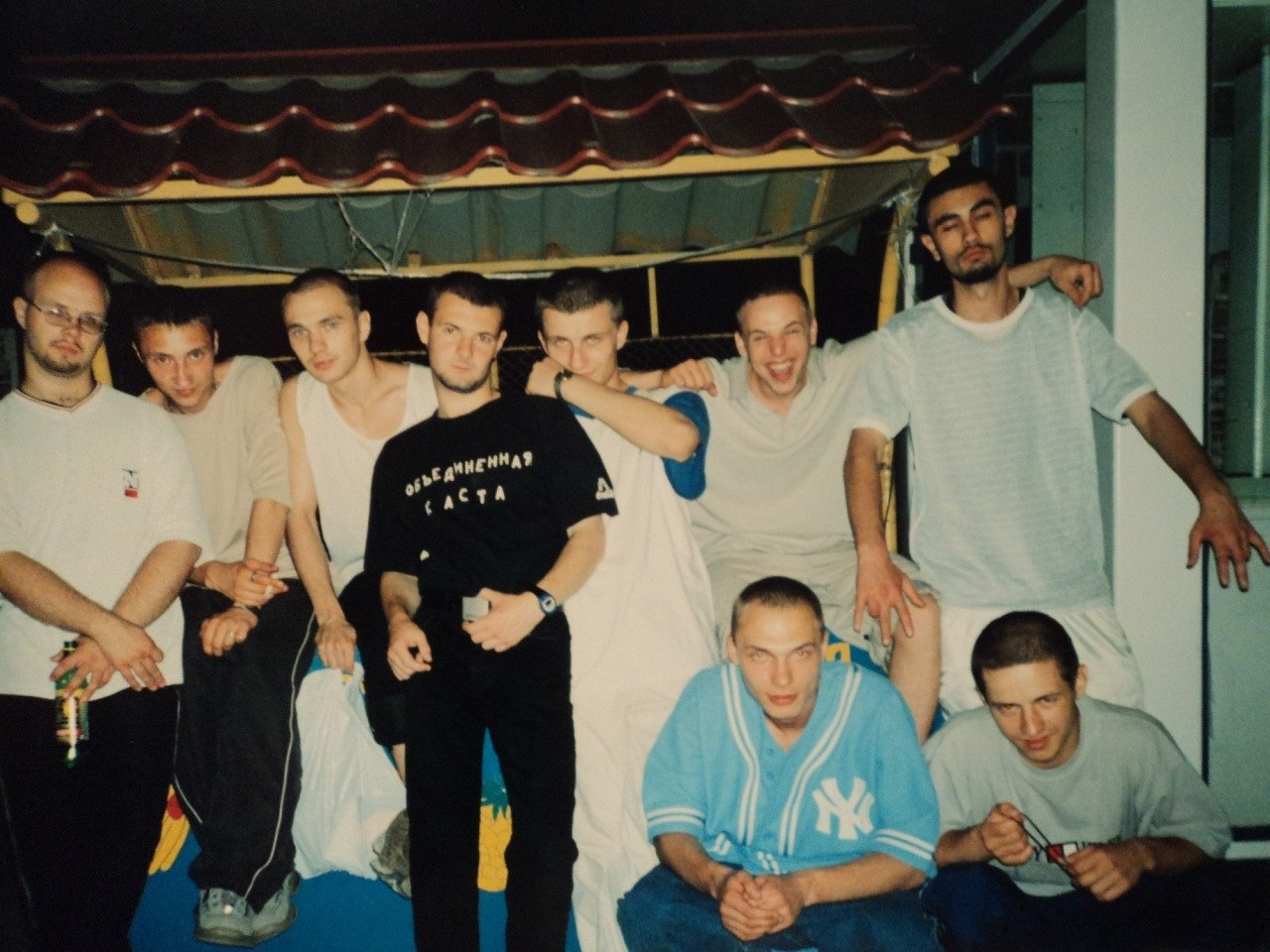
MaryJane (OG, Пино, Сэт), Влади, Шым, Рашид, Эйсик (слева внизу) и Тейквон в Ростове-на-Дону, 4 мая 2001 года

В ноябре 2001 года Сэт покинул группу MaryJane и забрал трек «Благодарность» с собой, поскольку идею записи предложил Эйсик, а куплеты написали Эйсик и Сэт. В 2002 году Эйсик и Сэт создали проект «Стая» и дуэтом записали несколько песен под музыку Сэта: «Благодарность», «Пока снег не растаял», «Мёртвый сезон», «Лекарь» (при участии Влади). Проект «Стая» представлял собой мюзикл в стиле рэп, где Сэт являлся автором текстов и музыки, а Эйсик удачно дополнял Сэта текстами и экспрессивной манерой исполнения. Летом 2002 года в рамках проекта Krec&Sat «Благодарность» была перезаписана совместно с петербургской группой Krec под музыку Марата (Krec). По словам Сэта, это «трек о трёх самых главных персонажах в жизни — боге, родителях и друзьях». Впервые «Стая» выступила на концерте группы «Касты» в Краснодаре 15 июня 2002 года, а спустя полгода 28 декабря 2002 года на аналогичном концерте «Касты» в Краснодаре была впервые исполнена песня «Лекарь» (при участии Влади). Осенью 2002 года для сольного альбома «Что нам делать в Греции?» рэпер Влади из «Касты» предложил Сэту переписать свой куплет в песне «Юго-Восточная Европа» (2001) и заменить куплет Пино на куплет Эйсика. Но, по словам Сэта, того промежутка времени, который был отведён, им не хватило. В 2002 году Эйсик состоял в коалиции краснодарских рэперов под названием «7», в состав которой входили Эйсик, Скато, «Триада» (Нигатив и Дино) и группа «Квадрат», но из этого проекта ничего не получилось.

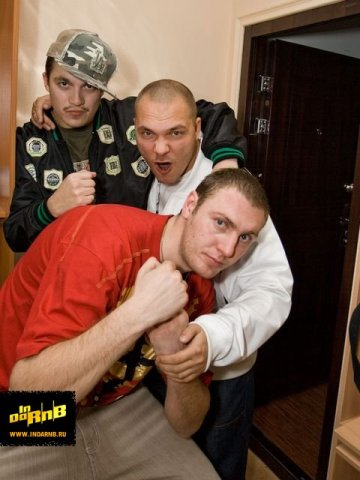
Хамиль, Эйсик и Змей, 2010 год

В 2002 году Эйсик записал в московской студии «Лаборатория» несколько треков под музыку Влади. Дебютировал с песней «158-я» в эфире ночной программы «Фристайл» на «Нашем радио» 1 апреля 2003 года (выпуск № 8). 22 апреля там прозвучала новая песня «Эй С. И.К» (выпуск № 11), 30 июля — «Бессмертный» (выпуск № 25), 2 сентября — совместный трек «Благодарность» (при участии Krec и Сэт) (выпуск № 30), а 21 октября — «По жизни» (выпуск № 37). 8 декабря лейбл Respect Production выпустил сборник «Наши люди-2003», на котором оказалась песня «По жизни» (музыка: Нигатив, Влади; слова: Эйсик. Студия «Лаборатория», Москва, 2002). В 2004 году поучаствовал в записи пяти треков для дебютного альбома Сэта «Арена», который вышел на лейбле Karavan Music 10 апреля 2004 года: «Поехали» (2004), «Лекарь» (2002—2004), «Пришествие (скит)» (2004), «Благодарность» (2000—2002) и «Погонщику трудно без плана (аутро)» (2004). Трек «Лекарь» представлял собой фрагмент из проекта «Стая» (альбом «Легенда»), который распался в связи с потерей актуальности в 2005 году. В сентябре 2004 года Эйсик записал с Влади совместный трек «ЖСП (Жизнь современных поэтов)» (под музыку Влади) для будущего альбома Эйсика, но трек так и не был выпущен из-за разногласий с лейблом Respect Production. 18 октября 2004 года песня «158-я» (новая версия, музыка: Марат) была включена в сборник Rap.ru как «уголовная тема, исполненная в духе вальяжной южно-русской рифмы». 25 октября 2004 года Эйсик появился с треком «Ванёк» на сборнике «Краснодар One» от лейбла Karavan Music, а 20 мая 2005 года — с треком «Пацаны рано стареют» (feat. Фьюз) на сборнике «Лирик № 1» от лейбла Kitchen Records.

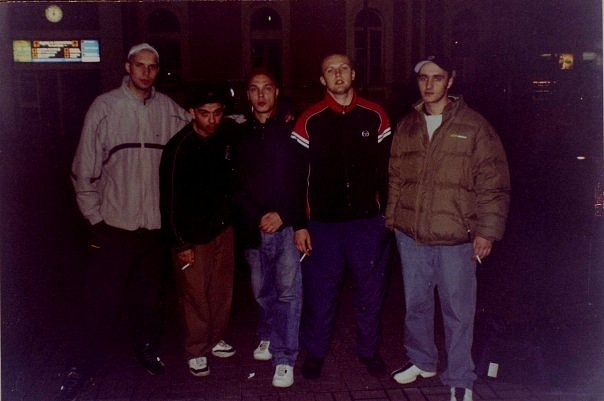
Струч, Смоки Мо, Эйсик, Фьюз и Марат в Санкт-Петербурге, 2004 год

Дебютный альбом «Солнечное сплетение» был выпущен лейблом MDU 21 октября 2005 года. Свои куплеты Эйсик записал в домашней студии группы Krec в Санкт-Петербурге весной 2004 года, а куплеты приглашённых рэперов дописывались в течение года. Семплер альбома был выпущен на сайте группы Krec 10 мая 2005 года и содержал отрывок куплета Влади из совместного трека «ЖСП (Жизнь современных поэтов)». Всю музыку для альбома написал битмейкер Марат из группы Krec. В его записи приняли участие «Объединённая Каста», «Песочные люди», «Доброе зло», «Триада», Krec и Смоки Мо. По словам владельца лейбла, Олега «Мал-Да-Удал» Лялякина, за год было продано примерно 4 тысячи экземпляров альбома. Музыка в двух песнях для альбома была переделана в 2004 году: «158-я» (изменился бит) и «Эй С. И.К» (музыка поменялась полностью). Песня «158-я» посвящена близкому другу Вячеславу, который в то время был осужден за кражу по 158-й статье УК РФ. В песне «За 20 поприщ от рая» Эйсик исполнил невошедший куплет из трека «Пока снег не растаял» (2002). 22 декабря 2005 года новая версия песни «Ша» (feat. Тигра, Змей) появилась в альбоме «Кипеш» группы «Змей & Грани» («Объединённая Каста»): куплеты рэперов были перезаписаны под музыку Влади. 1 февраля 2006 года вышел микстейп «Баллистика», участниками которого стали: Нигатив, Смоки Мо, Антанта, Эйсик, Мэда, Суисайд, «Песочные люди», СКВО, Крит, «Другие эмоции», Тато, Кажэ Обойма, Umbriaco, «Стороны Ра». Весь материал был собран Эйсиком, а сведён и замиксован Dj ILL Skillz. 21 сентября 2006 года Эйсик вместе с Нигативом появился в треке «Кривые зеркала» в альбоме «Инферно 1» Кажэ Обоймы. 24 ноября 2006 года Эйсик вместе со Скато выступил на открытии концерта Фредро Старра из группы Onyx в Ростове-на-Дону.

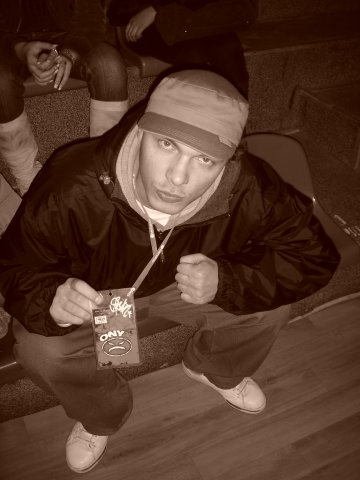
Эйсик перед выступлением на концерте Onyx в Ростове-на-Дону, 24 ноября 2006 года

C 2006 года Эйсик в качестве битмейкера спродюсировал несколько треков для южного рэпера Скато: трек «Игра с огнём» (2006), 18 треков с альбома «Сфера» (2009), трек «Голодранец» (2010). Помимо этого написал музыку к трекам «PROрэп» («Песочные люди», 2009), «Коллапс» («Эврика», 2010), «Молись с нами» (Эйсик, Ига, BLK, 2011).
17 июня 2007 года лейбл MDU совместно со «Стереозвуком» выпустил второй альбом Эйсика «Город солнца». Материал был записан в студии «Собино» в Ростове-на-Дону. Всю музыку для альбома написал битмейкер Никита «Прометей» Митрошин из группы «Антанта» (из ростовской «Мастерской звука»). В его записи приняли участие известные рэперы Юга России: Прометей, Скато, Шама из «Суисайд», БЛК, Бахча из «Фанк Банк», Тато и Маринесса Покарано. В июне 2007 года Эйсик появился в сольном альбоме «Призрака», одного из участников рэп-группы «АнтАнтА», в песнях «Южане» и «В братских объятиях». 13 сентября 2007 года сингл Эйсика «Гетто Призма» (prod. by Screw) был издан на сборнике BombBox Vol. 1. 22 ноября 2007 года сингл «Пьяная планета» (prod. by Screw) увидел свет на микстейпе группы Nevsky Beat Urban Vibes. 20 марта 2008 года совместный трек «На одном дыхании» (Скато, Эйсик, Фетис) был выпущен на сборнике «Ростов-папа. Часть 1». 5 февраля 2009 года отметился в альбоме рэпера Mal Da Udal International Thug в треке «Пятый угол». В июле 2009 года принял участие в треке «Верю» на дебютном альбоме Рем Дигги «Периметр».

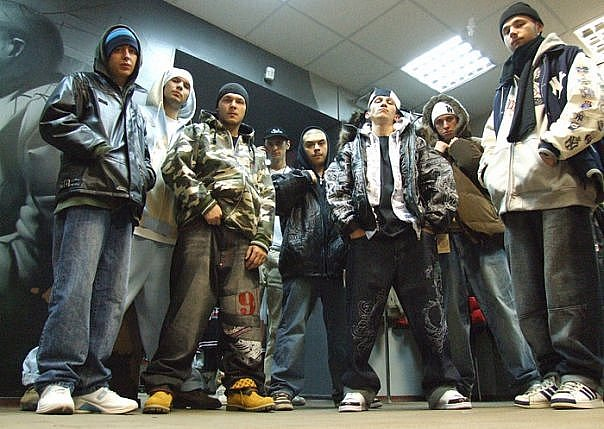
Сэд, Струч, Эйсик, Кажэ Обойма, Screw, Смоки Мо, L-Bruce, Diamond, Крип-А-Крип в Санкт-Петербурге, 2007 год

27 декабря 2009 года Эйсик выпустил третий альбом «Высота». Материал был полностью записан в студии Free Wind Studio в Санкт-Петербурге. Всю музыку для альбома написал битмейкер Screw из группы «Невский бит». В его записи приняли участие Рем Дигга, UMR CRU в лице Iga Flow и БЛК, Скато и Dj Superman. Дизайн обложки был сделан художником 5nak. 18 февраля 2010 года Эйсик представил видео и сингл «Музыка крыш» (prod. by Screw) с будущей компиляции «Баллистика 2». 19 апреля 2011 года появился в треке «Рэп» во втором альбоме Рем Дигги «Глубина», а 16 августа отметился в треке «Стержень» в альбоме Рем Дигги и Black Market «Убитые параграфы». 18 ноября 2011 года вышла вторая часть компиляции совместных треков под названием «Баллистика 2», в записи которой приняли участие Рем Дигга, Сиэл, Скато, Sayaf, Тато и другие.

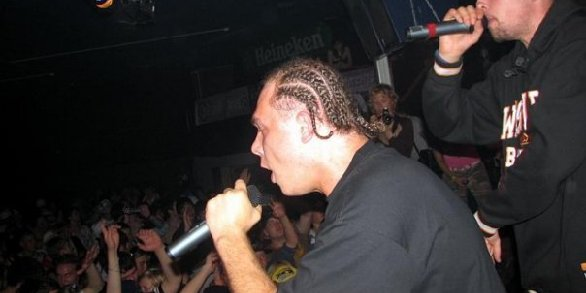
Выступление Эйсика на «7 официальном MC-баттле Hip-Hop.Ru», 2007 год

13 марта 2021 года появился в треке «Поток» (Den Da Funk feat. Один. Восемь, Эйсик, Jeeep). 28 мая Эйсик выпустил четвёртый по счёту альбом «Духовная пища». Материал был записан и сведён Артёмом Хипом в студии Recordie Records в Москве. Музыку для альбома создал битмейкер Screw3000 из группы «Невский бит» при участии Артёма Хипа («Во имя тебя»), клавишника Александра Крауша («Говорящие камни») и диджея Dj N-Tone. В записи приняли участие Искра, Svetouch, Шама и его дочь Алия, Иван Басков, Ангелина Дорофеева и Давид Хиникадзе. Дизайн обложки был сделан художником 5nak. 26 февраля 2022 года Эйсик выпустил клип «Во имя тебя».

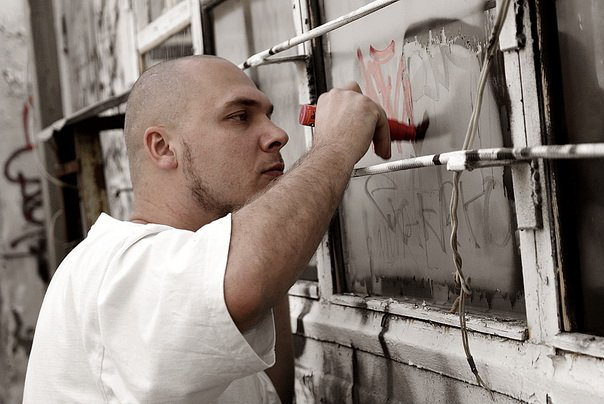
Эйсик ставит свой автограф «ACE», 2008 год

8 сентября 2023 года Эйсик выпустил сингл «Фирменный», записанный при участии рэпера Шамы. В сентябре после смерти рэпера в Краснодаре началась работа над съёмками документального фильма об Эйсике. 13 октября посмертно вышел сингл «Жнец» (prod. by DRZ Production) как «последняя работа» рэпера. 8 декабря посмертно вышел сингл «Рупор» (feat. Шама). 28 декабря посмертно вышел пятый альбом Эйсика под названием «Гу Шу» (в переводе с китайского — дикорастущее «Древнее дерево»). Материал был записан и сведён Артёмом Хипом в студии Recordie Records в Москве. Музыку для альбома создал битмейкер Screw Guru из группы «Невский бит» при участии Артёма Хипа и клавишника Александра Крауша. В записи приняли участие Искра, Svetouch, RODNAYA, L-Lay. Дизайн обложки был сделан художником 5nak.

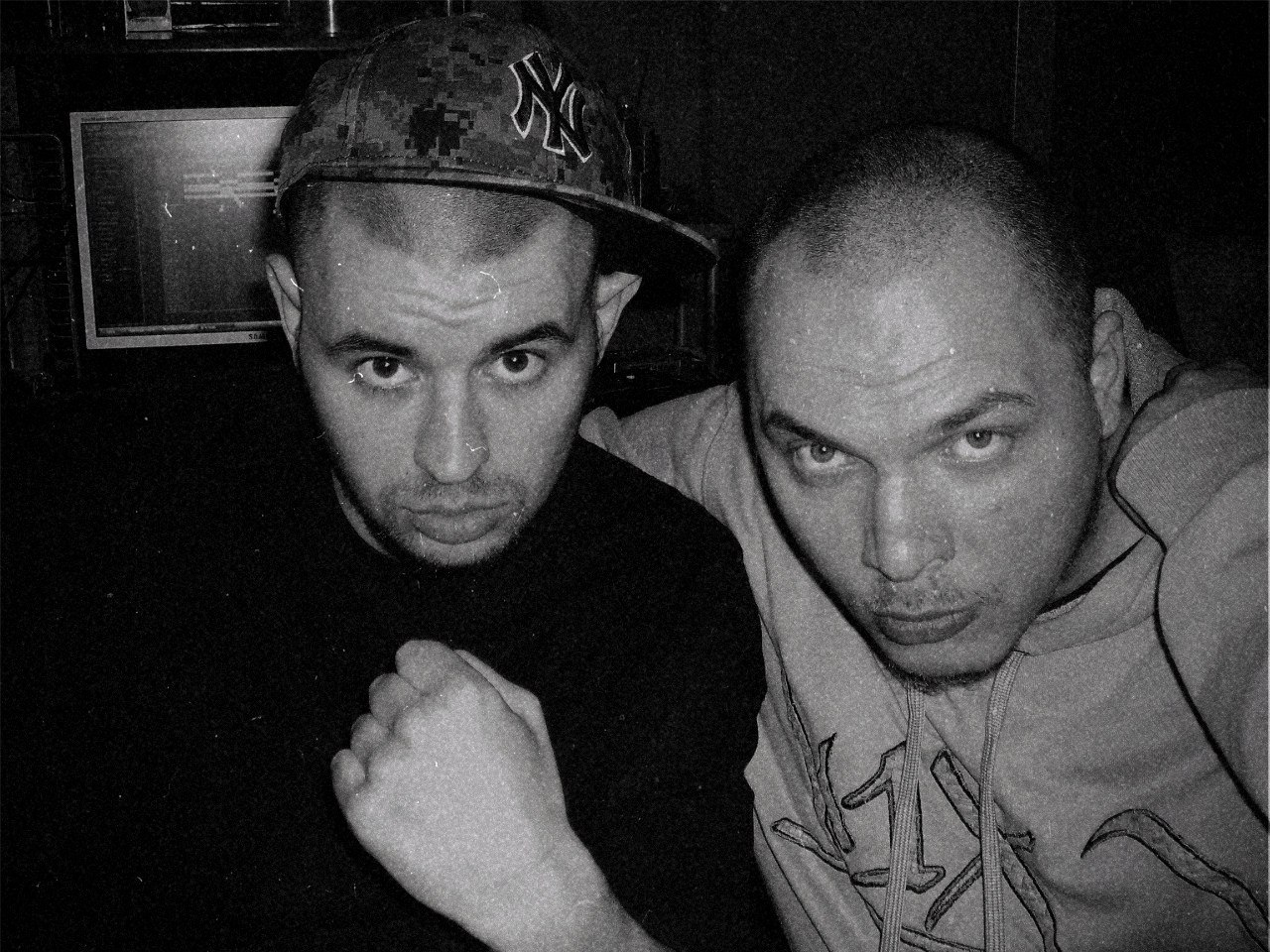
Эйсик и Рем Дигга, 2010 год

### Смерть
Долгие годы Эйсик боролся с высоким артериальным давлением. 6 сентября 2023 года на фоне гипертонии у него произошёл геморрагический инсульт, была проведена операция, а для восстановления организма, он был введён врачами в искусственную кому, но 10 сентября утром в 05:40 ушёл из жизни в возрасте 43-х лет. На момент смерти находился в городе Королёв Московской области. Похоронен 13 сентября в Краснодаре.

## Дискография
Студийные альбомы
- 2005 — Солнечное сплетение
- 2007 — Город Солнца
- 2009 — Высота
- 2021 — Духовная пища
- 2023 — Гу Шу

Микстейпы
- 2006 — Баллистика
- 2011 — Баллистика 2

Ротация
В 2003 году в хип-хоп-передаче «Фристайл» на «Нашем радио» прозвучало пять песен рэпера: «158-я», «Эй С. И.К», «Бессмертный», «Благодарность» (при участии Krec и Сэт) и «По жизни».

## Критика
В феврале 2004 года музыкальный критик сайта InterMedia, Алексей Мажаев, рецензируя сборник «Наши люди-2003», отметил, что в песне «По жизни» Эйсик «разукрасил свои банальные рассуждения струнной музыкальной подложкой». В ноябре того же года главный редактор портала Rap.ru, Андрей Никитин, рецензируя сборник «Rap.Ru», за песню «158-я» назвал Эйсика «многообещающим рэпером», который в отличие от других обладает «проникновенной искренней манерой» исполнения, в которой чувствуется «жизненность описываемых ситуаций» и «настоящая дворовая непричёсанность».
В августе 2007 года в журнале Extreme вышла рецензия на альбом «Город Солнца» от главного редактора Андрея Краснова.
В 2023 году после смерти рэпера портал Rap.ru издал ранее не опубликованное на сайте интервью, в котором Эйсик был представлен как «человек, благодаря которому слово „Брачо“ попало в Петербург» и «МС, стоящий у истоков рэпа с Юга России».

### Рейтинги
В 2006 году альбом «Солнечное сплетение» занял 7 место в номинации «Лучший хип-хоп-альбом 2005 года» на третьей ежегодной церемонии Hip-Hop.Ru Awards 2005 по результатам голосования пользователей сайта Hip-Hop.Ru.
В 2023 году музыкальный редактор интернет-издания Vatnikstan, Иван Белецкий, поместил песню Эйсика «158‑я» в список «Десять важных песен южнороссийского рэпа», отметив, что трек находится на стыке двух жанров: шансона и хип-хопа.